# Calanthe otuhanica
Calanthe otuhanica är en orkidéart som beskrevs av Chu Lun Chan och T.J.Barkman. Calanthe otuhanica ingår i släktet Calanthe och familjen orkidéer. Inga underarter finns listade i Catalogue of Life.